# Joseph Mairura Okemwa

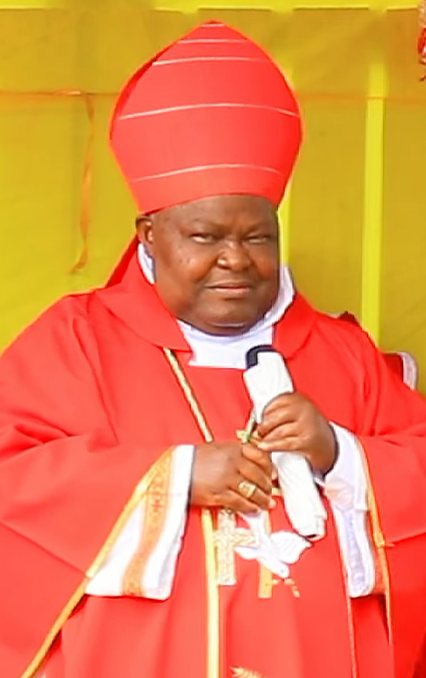
Joseph Mairura Okemwa

Joseph Mairura Okemwa (* 29. Juni 1954 in Nyabururu) ist ein kenianischer Geistlicher und römisch-katholischer Bischof von Kisii.

## Leben
Joseph Mairura Okemwa empfing am 27. Oktober 1987 das Sakrament der Priesterweihe.
Am 19. Dezember 1994 ernannte ihn Papst Johannes Paul II. zum Bischof von Kisii. Der Erzbischof von Nairobi, Maurice Michael Kardinal Otunga, spendete ihm am 21. Juli 1995 die Bischofsweihe; Mitkonsekratoren waren der Erzbischof von Kisumu, Zacchaeus Okoth, und der Bischof von Embu, John Njue.